# Elizabeth Nikolajevna van Rusland
Elizabeth Nikolajevna van Rusland (Russisch:Великая княгиня Елизавета Николаевна России, Velikaja knijaginija Jelizaveta Nikolajevna Rossii) (7 juni 1826 - 1829) was grootvorstin van Rusland. Ze was de vierde en jongste dochter van tsaar Nicolaas I en tsarina Alexandra Fjodorovna. Toen ze stierf belandde haar moeder Charlotte in een diepe depressie.